# Baggalurangavvanahalli, Chitradurga
Baggalurangavvanahalli là một làng thuộc tehsil Chitradurga, huyện Chitradurga, bang Karnataka, Ấn Độ.